# Atridas
Los Atridas o Atreides (en griego antiguo, οἱ Ἀτρείδαι oi Atreídai) son, en la mitología griega,  los descendientes de Atreo, rey de Micenas. Este patronímico suele usarse en singular para referirse a Agamenón o a Menelao.
Este linaje fue maldecido por los dioses debido a que se fundó con la sangre del hermano gemelo de Atreo, Tiestes, y su destino estuvo marcado por el asesinato, el parricidio, el infanticidio y el incesto. Solo Apolo pudo interrumpir el ciclo de violencia al hacer que Orestes, el matricida, fuese juzgado en la colina del Areópago por el primer tribunal criminal de la ciudad de Atenas.
La maldición es incluso anterior a Atreo, pues su abuelo, Tántalo, hijo de Zeus, al ser invitado a la mesa de los dioses y probar el néctar y la ambrosía, alimentos que conferían la inmortalidad a los dioses, concibió la idea de robarlos para ofrecérselos a los hombres. Unido a esto, invitó a los dioses a su mesa para probarlos y ver si eran omniscientes, ofreciéndoles en esa cena a su propio hijo, Pélope, guisado. Por todo ello sería condenado en el Tártaro.
Pélope, reconstruido y resucitado, pasó a ser copero de los dioses, gracias a cuyo favor se casó con Hipodamía y se apoderó del trono de la Élide.

## Linaje
- Atreo y Aérope:
  - Agamenón y Clitemnestra:
    - Ifigenia

Árbol genealógico de los Atridas. Véanse Dione, Broteas, Níobe, Piteo, Aérope, Pélope, Anaxibia, Estrofio, Egisto y Pílades.

    - Ifianasa (a veces asimilada con Ifigenia)
    - Crisótemis
    - Laódice
    - Electra (añadida posteriormente, generalmente asimilada con Laódice)
    - Orestes y Hermíone:
      - Tisámeno

  - Menelao y Helena:
    - Hermíone

## Ciencia ficción
En la saga de ciencia ficción Dune, la de los Atreides es la casa nobiliaria a la que pertenece el protagonista: Paul Atreides.